# 請料
請料（うけりょう）とは、中世日本の荘園・国衙領・関所などにおいて、貢納を請負った者が領主に対して納める請負額。請口（うけくち）とも。

## 概要
通常は長期間の契約の下に行われ、契約期間内は豊凶を問わず既定の請料を領主に納めるものとされた（大災害や大規模工事の影響で減額されることもあったが、例外に属する）。請料の変更は契約の更新時に行われた。領主による現地支配が困難になった14世紀以後、年貢等の請負とともに広まったが、領主の直務による収入額よりは低く、かつ未進などのトラブルが発生しやすかった。